# Jeux paralympiques d'hiver de 1984
Les Jeux paralympiques d'hiver 1984 (3e édition), se sont déroulés à Innsbruck en Autriche.

## Les sports pratiqués[1]
- Ski alpin
- Ski de fond
- Patinage de vitesse

## Tableau des médailles[2]
| Rang | Nations              | Médaille d'or | Médaille d'argent | Médaille de bronze | Total |
| ---- | -------------------- | ------------- | ----------------- | ------------------ | ----- |
| 1er  | Autriche             | 34            | 19                | 17                 | 70    |
| 2e   | Finlande             | 19            | 9                 | 6                  | 34    |
| 3e   | Norvège              | 15            | 13                | 13                 | 41    |
| 4e   | Allemagne de l'Ouest | 10            | 14                | 10                 | 34    |
| 5e   | États-Unis           | 7             | 14                | 14                 | 35    |
| 6e   | Suède                | 7             | 2                 | 5                  | 14    |
| 7e   | Suisse               | 5             | 16                | 16                 | 37    |
| 8e   | France               | 4             | 2                 | 0                  | 6     |
| 9e   | Pologne              | 3             | 2                 | 8                  | 13    |
| 10e  | Canada               | 2             | 8                 | 4                  | 14    |
| 11e  | Nouvelle-Zélande     | 1             | 3                 | 1                  | 4     |
| 12e  | Royaume-Uni          | 0             | 4                 | 6                  | 10    |
| 13e  | Italie               | 0             | 0                 | 1                  | 1     |
|      | Yougoslavie          | 0             | 0                 | 1                  | 1     |